# Ch’ŏngjin Ra’nam
Ch’ŏngjin Ra’nam (kor. 라남역, Ch’ŏngjin Ra’nam-yŏk) – stacja kolejowa w północno-wschodniej części Korei Północnej, na 699. kilometrze 819-kilometrowej linii P’yŏngna, łączącej Pjongjang oraz specjalną strefę ekonomiczną Rasŏn. Znajduje się w administracyjnych granicach miasta Ch’ŏngjin, stolicy prowincji Hamgyŏng Północny, w dzielnicy Ra’nam.

## Historia
Stacja zbudowana przez Japończyków podczas okupacji japońskiej z lat 1910-1945. Podczas II wojny światowej miała znaczenie strategiczne – w pobliżu mieściła się jednostka wojskowa oddziału cesarskiej armii, złożonego z Japończyków koreańskiego pochodzenia.